# Nước nở hoa

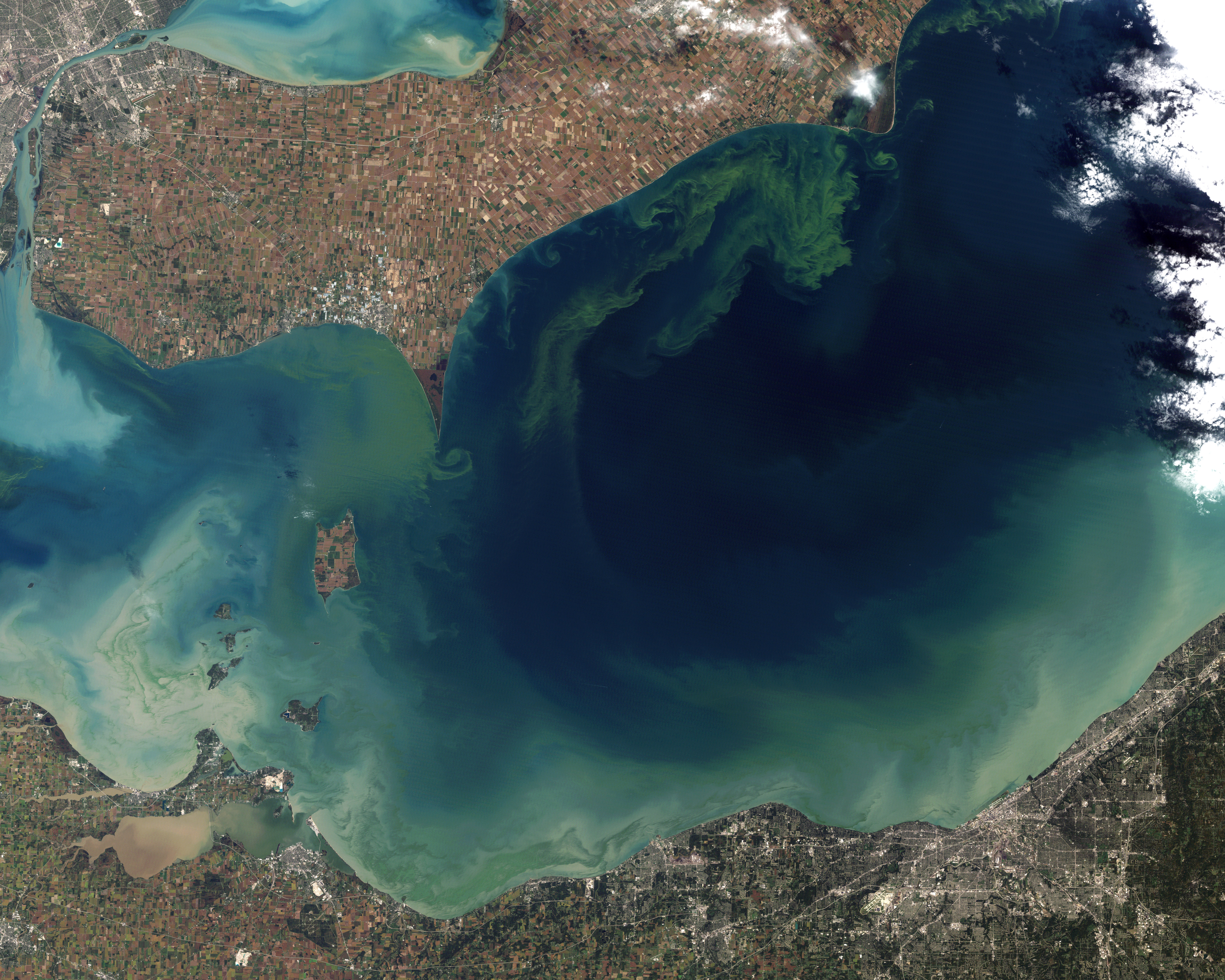
Chụp tháng 10 năm 2011, vụ nước nở hoa tồi tệ nhất mà Hồ Erie đã trải qua trong nhiều thập kỷ. Những trận mưa mùa xuân xối xả ghi được đã rửa trôi phân bón xuống hồ, đẩy mạnh việc phát triển của microcystin sản sinh ra việc nở vi khuẩn lam.

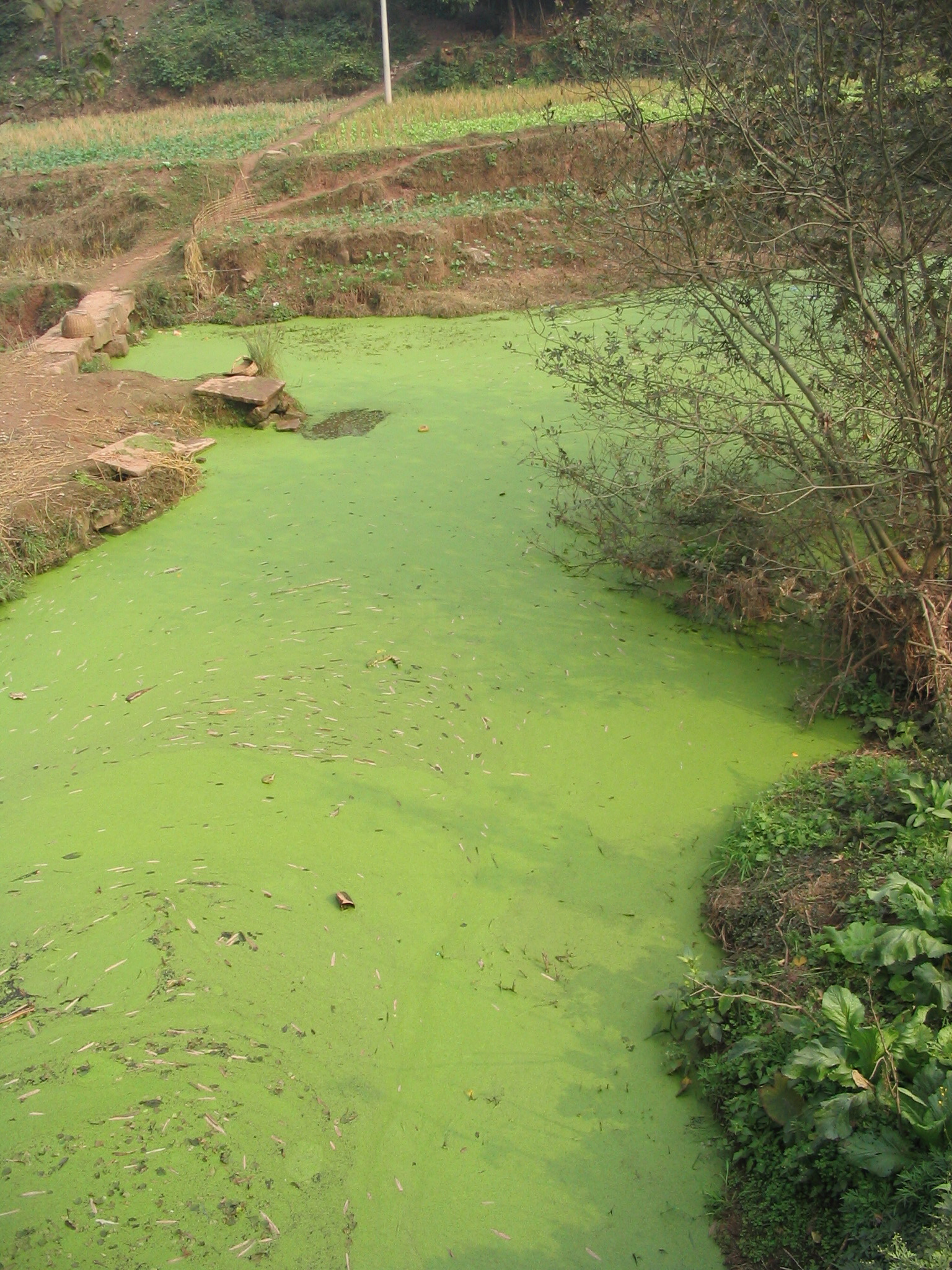
Nước nở hoa đặc trưng cho các vấn đề môi trường đối với các hệ sinh thái và con người

Nước nở hoa hay tảo nở hoa (tiếng Anh là algal bloom hoặc algae bloom) là hiện tượng quá nhiều tảo sinh sản với số lượng nhanh trong nước làm nước bị đục màu xanh (như giấm màu trắng) và làm nước bị ô nhiễm do không có sự cân bằng môi trường. Đây là hiện tượng dễ tìm nhưng phải nhanh chóng loại bỏ nếu không sẽ làm ô nhiễm nguồn nước.
Nước nở hoa có thể gặp trong môi trường nước ngọt hoặc nước mặn, đặc biệt chỉ liên quan đến một vài loài thực vật phiêu sinh, và một số trường hợp nở hoa có thể được nhận biết thông qua sự đổi màu của nước do mật độ các tế bào tạo màu tăng cao. Mặc dù chưa có một giá trị ngưỡng để đánh giá vấn đề này, tuy nhiên tảo có thể được xem là tác nhân gây ra hiện tượng này với nồng độ hàng trăm đến hàng ngàn tế bào trên một ml, tùy thuộc vào mức độ nghiêm trọng. Mức độ tập trung này có thể đạt đến vài triệu tế bào trên 1 ml. Nước nở hoa thường có màu lục, nhưng cũng có thể có các màu khác như nâu vàng hoặc đỏ tùy thuộc vào loại tảo. Nước nở hoa làm chết cá và các sinh vật ăn phải.

## Xem Thêm
- Thủy triều đỏ
- Phú dưỡng